# Saturn Awards 1978
La 5ª edizione dei Saturn Awards si è svolta il 14 gennaio 1978, per premiare le migliori produzioni cinematografiche del 1977. La cerimonia è stata presentata da William Shatner.
In questa edizione fu introdotta la tradizione di candidare diverse persone per i premi della recitazione, invece di proclamare solamente il vincitore. Inoltre, fu introdotta la categoria del miglior montaggio.
Guerre stellari (Star Wars) è stato il film più premiato, con 13 premi.

## Candidati e vincitori
I vincitori sono indicati in grassetto.

### Film

#### Miglior film di fantascienza
- Guerre stellari (Star Wars), regia di George Lucas[1]
- Incontri ravvicinati del terzo tipo (Close Encounters of the Third Kind), regia di Steven Spielberg
- Generazione Proteus (Demon Seed), regia di Donald Cammell
- L'isola del dottor Moreau (The Island of Dr. Moreau), regia di Don Taylor
- Ultimi bagliori di un crepuscolo (Twilight's Last Gleaming), regia di Robert Aldrich

#### Miglior film horror
- Quella strana ragazza che abita in fondo al viale (The Little Girl Who Lives Down the Lane), regia di Nicolas Gessner[2]
- Dogs, regia di Burt Brinckerhoff
- Kingdom of the Spiders, regia di John 'Bud' Cardos
- Sentinel (The Sentinel), regia di Michael Winner

#### Miglior film fantasy
- Bentornato Dio! (Oh, God!), regia di Carl Reiner[3]
- Elliott il drago invisibile (Pete's Dragon),regia di Don Chaffey
- Sinbad e l'occhio della tigre (Sinbad and the Eye of the Tiger), regia di Sam Wanamaker
- La scarpetta e la rosa (The Slipper and the Rose - The Story of Cinderella), regia di Bryan Forbes
- Wizards, regia di Ralph Bakshi

#### Miglior attore
- George Burns - Bentornato, Dio! (Oh, God!)
- Richard Dreyfuss - Incontri ravvicinati del terzo tipo (Close Encounters of the Third Kind)
- William Shatner - Kingdom of the Spiders
- Harrison Ford - Guerre stellari (Star Wars)
- Mark Hamill - Guerre stellari (Star Wars)
- Michael York - L'isola del dottor Moreau (The Island of Dr. Moreau)

#### Miglior attrice
- Jodie Foster - Quella strana ragazza che abita in fondo al viale (The Little Girl Who Lives Down the Lane)
- Melinda Dillon - Incontri ravvicinati del terzo tipo (Close Encounters of the Third Kind)
- Julie Christie - Generazione Proteus (Demon Seed)
- Joan Collins - L'impero delle termiti giganti (Empire of the Ants)
- Carrie Fisher - Guerre stellari (Star Wars)

#### Miglior attore non protagonista
- Alec Guinness - Guerre stellari (Star Wars)
- Peter Cushing - Guerre stellari (Star Wars)
- Burgess Meredith - Sentinel (The Sentinel)
- Woody Strode - Kingdom of the Spiders
- Red Buttons - Elliott il drago invisibile (Pete's Dragon)

#### Miglior attrice non protagonista
- Susan Tyrrell - Il male di Andy Warhol (Andy Warhol's Bad)
- Teri Garr - Incontri ravvicinati del terzo tipo (Close Encounters of the Third Kind)
- Alexis Smith - Quella strana ragazza che abita in fondo al viale (The Little Girl Who Lives Down the Lane)
- Margaret Whiting - Sinbad e l'occhio della tigre (Sinbad and the Eye of the Tiger)
- Joan Bennett - Suspiria

#### Miglior regia
- Steven Spielberg - Incontri ravvicinati del terzo tipo (Close Encounters of the Third Kind)[4]
- George Lucas - Guerre stellari (Star Wars)[4]
- Don Taylor - L'isola del dottor Moreau (The Island of Dr. Moreau)
- Nicolas Gessner - Quella strana ragazza che abita in fondo al viale (The Little Girl Who Lives Down the Lane)
- Carl Reiner - Bentornato, Dio! (Oh, God!)

#### Miglior sceneggiatura
- George Lucas - Guerre stellari (Star Wars)
- Steven Spielberg - Incontri ravvicinati del terzo tipo (Close Encounters of the Third Kind)
- Laird Koenig - Quella strana ragazza che abita in fondo al viale (The Little Girl Who Lives Down the Lane)
- Larry Gelbart - Bentornato, Dio! (Oh, God!)
- Michael Winner e Jeffrey Konvitz - Sentinel (The Sentinel)

#### Migliori effetti speciali
- John Dykstra e John Stears - Guerre stellari (Star Wars)
- Douglas Trumbull - Incontri ravvicinati del terzo tipo (Close Encounters of the Third Kind)
- Albert Whitlock e Chuck Gaspar - L'esorcista II - L'eretico (Exorcist II: The Heretic)
- Ray Harryhausen - Sinbad e l'occhio della tigre (Sinbad and the Eye of the Tiger)

#### Miglior colonna sonora
- John Williams - Guerre stellari (Star Wars) e Incontri ravvicinati del terzo tipo (Close Encounters of the Third Kind)

#### Migliori costumi
- John Mollo - Guerre stellari (Star Wars)
- Chuck Keehne e Emily Sundby - Elliott il drago invisibile (Pete's Dragon)
- Cynthia Tingey - Sinbad e l'occhio della tigre (Sinbad and the Eye of the Tiger)
- Julie Harris - La scarpetta e la rosa (The Slipper and the Rose - The Story of Cinderella)
- Richard La Motte - L'isola del dottor Moreau (The Island of Dr. Moreau)

#### Miglior trucco
- Rick Baker e Stuart Freeborn - Guerre stellari (Star Wars)
- Bob Westmoreland, Thomas R. Burman e Carlo Rambaldi - Incontri ravvicinati del terzo tipo (Close Encounters of the Third Kind)
- Thomas R. Burman - Generazione Proteus (Demon Seed)
- John Chambers - L'isola del dottor Moreau (The Island of Dr. Moreau)
- Dick Smith - Sentinel (The Sentinel)

#### Miglior addetto alle relazioni stampa
- Charles Lippincott

#### Miglior fotografo
- Gilbert Taylor - Guerre stellari (Star Wars)

#### Miglior montaggio
- Paul Hirsch, Marcia Lucas e Richard Chew - Guerre stellari (Star Wars)

#### Miglior scenografia
- Roger Christian - Guerre stellari (Star Wars)

#### Miglior direzione artistica
- Norman Reynolds e Leslie Dilley - Guerre stellari (Star Wars)

### Televisione

#### Miglior performance televisiva
- Jonathan Harris

## Premi speciali
- Special Honorary Award: Donald A. Reed
- Life Career Award: Carl Laemmle Jr.